# Tiago Rodrigues (football)
Ne doit pas être confondu avec Tiago Rodrigues.
Tiago Rodrigues né le 21 juin 2000 à Évora au Portugal, est un footballeur portugais qui évolue au poste d'avant-centre à l'Amora FC.

## Biographie

### En club
Tiago Rodrigues, né à Évora au Portugal, est formé au Sporting CP, club qu'il a rejoint en 2014 en provenance du Lusitano Ginásio Clube. En 2018-2019 il termine meilleur buteur chez les juniors du Sporting et deuxième meilleur buteur du championnat. Le 14 juin 2019 il renouvelle son contrat avec son club formateur jusqu'en juin 2022.
Non conservé par le Sporting à la fin de son contrat, Tiago Rodrigues rejoint librement le Amora FC en août 2022.

### En sélection
Tiago Rodrigues reçoit sa première sélection avec l'équipe du Portugal des moins de 19 ans, le 7 septembre 2018 face à l'Italie. Ce jour-là il donne la victoire à son équipe en inscrivant le seul but du match. Avec cette même sélection Tiago Rodrigues participe au championnat d'Europe des moins de 19 ans en 2019, qui se déroule en Arménie. Lors de cette compétition, il joue trois matchs, dont deux comme titulaire. Le Portugal est défait le 27 juillet par l'Espagne, en finale.

## Palmarès
Portugal des moins de 19 ans
- Finaliste du championnat d'Europe en 2019.